# Kévin Kervarec

a Compétitions nationales et continentales officielles uniquement.

b Matchs officiels uniquement.
Dernière mise à jour le 20 janvier 2021.
Kévin Kervarec, né le 11 juillet 1988, est un joueur de rugby à XV français. Il évolue au poste de pilier au sein de Montpellier HR, puis de l'AS Béziers et de l'Union sportive seynoise.

## Biographie
Né à La Seyne-sur-Mer dans le Var, Kevin Kervarec grandi tdans le village du Plan du Castellet où jeune il découvre le rugby dans le club du Beausset.
Après plusieurs années et une passion révélée, c'est au Rugby club toulonnais qu'il entame sa formation dans les catégories jeunes et intègre en 2003 le pôle espoir rugby de Hyères à Costebelle. Ici il sera sélectionné pour les top 100 et top 50 ainsi que pour les équipes de France des moins de 16 et 18 ans.[réf. nécessaire]
Avec avoir été diplômé d'un bac S il s'expatrie au centre de formation de Montpellier où il suit en parallèle un cursus préparatoire aux concours de masseur kinésithérapeute.[réf. nécessaire]
C'est à la suite de sa sélection avec l'équipe de France de moins de 20 ans pour la coupe du monde au pays de Galles qu'il signe son premier contrat professionnel à Montpellier. Avec au compteur, 2 saisons complètes, 28 matchs en Top 14 et compétitions européennes, le tout conclu par une demi-finale de Top 14 au Vélodrome de Marseille en 2011, au cours de laquelle il se blesse. Il sera opéré d'une triple hernie discale qui l'écartera des terrains plus de 18 mois et mettra un terme à sa carrière en Top 14.[réf. nécessaire]
Après un transfert pour joker médical à l'AS Béziers de 4 mois, Kevin Kervarec évolue 4 saisons avec l'US seynoise en Fédérale 1 où il prépare en parallèle sa reconversion professionnelle en achetant la brasserie le Papareil en Provence verte à Rocbaron ; il finit par mettre un terme définitif à sa carrière sportive. Depuis 2014, c'est en tant que restaurateur reconnu qu'il poursuit sa route.[réf. nécessaire]

## Carrière

### En club
- 1995-2002 : Rugby club du Beausset
- 2002-2007 : Rugby club toulonnais
- 2007-2013 : Montpellier Hérault rugby
- 2013 : AS Béziers
- 2013- : Union sportive seynoise

### En équipe nationale
- Sélections en équipe de France universitaire
- Sélections en équipe de France moins de 20 ans
- Sélections en équipe de France moins de 18 ans
- Sélection en équipe de France moins de 16 ans